# روزبه شاه‌علیدوست
روزبه شاه‌علیدوست (زاده ۲۱ مهٔ ۱۹۸۶) یک بازیکن فوتبال اهل ایران است.